# عقب‌زدگی زانو
عقب‌زدگی زانو یا ژنو رکورواتوم (به انگلیسی: Genu recurvatum) یک تغییر شکل در مفصل زانو است، به نحوی که زانو به سمت عقب تمایل می‌یابد. به عبارتی دیگر ژنو رکورواتوم یک اکستانسیون (صاف شدن) بیش از اندازه در مفصل زانو است. این بیماری در خانم‌ها و افرادی که شلی رباط دارند، شایع تر است. عقب زدگی زانو ممکن است خفیف، متوسط یا شدید باشد. تشدید ژنو رکورواتوم (هیپراکستانسیون زانو) منجر به درد و همچنین تسریع آرتروز زانو می‌گردد.
دامنه حرکتی طبیعی مفصل زانو در یک فرد بزرگسال، صفر الی ۱۳۵ درجه‌است. دامنه صفر درجه مربوط به صاف بودن کامل (اکستانسیون کامل) زانو در یک فرد طبیعی است. خم شدن زانو به عقب باعث افزایش زاویه اکستانسیون می‌گردد.

## عوامل ثبات دهنده مفصل زانو
مهمترین عواملی که در ثبات و پایداری مفصل زانو نقش دارند عبارتنداز:
۱-رباط‌ها
- رباط متقاطع جلویی
- رباط متقاطع خلفی
- رباط طرفی داخلی
- رباط طرفی خارجی

۲-کپسول مفصلی، کپسول خلفی زانو یکی از عوامل مهم ثبات زانو محسوب می‌شود.
۳-ماهیچه چهارسر ران
۴-راستای مناسب استخوان‌های ران و درشت‌نی (به ویژه در وضعیت اکستانسیون زانو)
۵-منیسک‌ های زانو به خصوص منیسک داخلی

## علل
عوامل زیر ممکن است در ایجاد بیماری نقش داشته باشند:
- شلی ذاتی رباط‌های مفصل زانو
- ضعف و کوتاهی عضله چهارسر ران
- بی‌ثباتی مفصل زانو به علت آسیب رباط‌ها و کپسول مفصلی
- راستای نامناسب استخوان‌های ران و درشت‌ نی که در تشکیل مفصل اصلی زانو (یعنی، مفصل درشت‌نی رانی[۱]) شرکت می‌کنند.
- بد جوش خوردن به دنبال شکستگی استخوان‌های اطراف مفصل زانو
- ضعف عضلات صاف کننده (اکستانسور) مفصل ران
- ضعف عضله دوقلو (گاستروکنمیوس)
- آسیب نورون حرکتی فوقانی (به عنوان مثال فلج نیمه بدن به دنبال یک ضایعه عروقی مغز)
- آسیب نورون حرکتی تحتانی (مثلاً گاهی در نشانگان پس از فلج اطفال)
- اختلاف طول اندام‌های تحتانی
- عقب زدگی مادرزادی زانو[۲]
- بیماری ام‌اس (مالتیپل اسکلروزیس)
- دیستروفی عضلانی
- گاهی به علت فلج مغزی
- محدود شدن حرکت مچ پا به سمت بالا (یعنی دورسی فلکشن)
- ضعف ماهیچه گودی زانویی (عضله پوپلیتئوس)
- اختلالات بافت همبند.[۳]). مواردی از اختلالات بافت همبند که باعث تحرک بیش ازحد مفاصل(Joints hypermobility) می‌گردند عبارتنداز:

۱-سندرم مارفان
۲-سندرم اهلرز-دانلوس
۳-سندرم مفصل پرتحرک خوش‌ خیم
۴-بیماری استئوژنز امپرفکتا

## ارزیابی
مواردی که در ارزیابی باید توجه کرد:
- معاینه عضلاتی که ممکن است کوتاه شوند (به ویژه عضلات چهارسر ران و عضله سولئوس)
- معاینه عضلاتی که ممکن است کشیده و ضعیف شوند (به خصوص عضلات همسترینگ و پوپلیتئوس)
- ارزیابی کلی از وضعیت (پوسچر) فرد به خصوص مفاصل مچ پا و مجموعه لگنی کمری[۸]
- ارزیابی شدت درد و ناحیه آن و همچنین بررسی وجود هرگونه تورم در مفصل
- معاینه میزان بی‌ ثباتی مفصل زانو و جهت‌های آن
- اندازه‌گیری میزان اکستانسیون زانو

## درمان
به طورکلی درمان شامل موارد زیر است:
- گاهی درمان دارویی جهت درمان بیماری اولیه
- کاردرمانی جسمی(Occupational Therapy)
- فیزیوتراپی
- استفاده از وسایل کمکی مناسب همانند ارتز تحت نظر متخصص ارتوپدی و کارشناس ارتوپدی فنی
- جراحی طبق نظر جراح ارتوپد